# Parastratocles flavipes
Parastratocles flavipes är en insektsart som först beskrevs av Ludwig Redtenbacher 1906.  Parastratocles flavipes ingår i släktet Parastratocles och familjen Pseudophasmatidae. Inga underarter finns listade i Catalogue of Life.